# Liste des sites classés et inscrits de la Charente
Cet article recense les sites classés ou inscrits en Charente, en France.

## Listes

### Sites classés
Le tableau suivant recense les sites classés en Charente. Les critères sur lesquels les sites ont été sélectionnés sont désignés par des lettres :
- TC : tout critère ;
- P : pittoresque.

| Site                                                                                           | Commune(s)                       | Date             | Critère | Notes | Coordonnées                        | Photo |
| ---------------------------------------------------------------------------------------------- | -------------------------------- | ---------------- | ------- | --- | ---------------------------------- | ----- |
| Fosse Limousine                                                                                | Agris                            | 1er octobre 1934 | TC      | Forêt de la Braconne, parcelle 6, section D. | 45° 45′ 58″ nord, 0° 18′ 50″ est   |       |
| Fosse Mobile                                                                                   | Agris                            | 1er octobre 1934 | TC      | Forêt de la Braconne, parcelle 2, section F. | 45° 46′ 34″ nord, 0° 18′ 29″ est   |       |
| Remparts, ceinture de voies et promenades y attenant, glacis immédiats extérieurs à l'enceinte | Angoulême                        | 20 avril 1943    | TC      | Les remparts sont inscrits au titre des monuments historiques depuis 1958.                                                                                                   | 45° 39′ 00″ nord, 0° 09′ 29″ est   |       |
| Château d'Aubeterre et ses abords                                                              | Aubeterre-sur-Dronne             | 8 décembre 1942  | TC      | Parcelles 67 à 76, section A 1. L'édifice est inscrit au titre des monuments historiques depuis 1973.                                                                        | 45° 16′ 19″ nord, 0° 10′ 16″ est   |       |
| Place Barbecane                                                                                | Aubeterre-sur-Dronne             | 16 mars 1943     | TC      | La protection concerne notamment les dalles, le lavoir, les façades, élévations et toitures des immeubles bâtis ; parcelles 349 à 354, section A 1.                          | 45° 16′ 16″ nord, 0° 10′ 12″ est   |       |
| Terrasse et jardins des Clarisses                                                              | Aubeterre-sur-Dronne             | 8 décembre 1942  | TC      | Parcelles 212 et 231, section A. | 45° 16′ 08″ nord, 0° 10′ 12″ est   |       |
| Motte à Coyron                                                                                 | Bardenac                         | 9 décembre 1942  | TC      | Ancienne motte castrale, parcelles 838 et 837, section B. | 45° 17′ 38″ nord, 0° 00′ 07″ ouest |       |
| Ruines de l'église Saint-Marmet, cimetière voisin avec ses cyprès                              | Boutiers-Saint-Trojan            | 5 juillet 1941   | TC      | Parcelles 179p, 181p, 293 et 294p, section A. L'édifice est inscrit au titre des monuments historiques depuis 1986.                                                          | 45° 42′ 40″ nord, 0° 18′ 40″ ouest |       |
| Grande Fosse                                                                                   | Brie, Jauldes                    | 1er octobre 1934 | TC      | Forêt de la Braconne, parcelle 5, section A. | 45° 45′ 40″ nord, 0° 16′ 30″ est   |       |
| Vallée de l'Issoire                                                                            | Brillac, Confolens, Esse, Lessac | 10 février 2005  | P       | Le site concerne le cours inférieur de l'Issoire, jusqu'à sa confluence avec la Vienne.                                                                                      | 46° 03′ 04″ nord, 0° 44′ 13″ est   |       |
| Fosse de chez Roby                                                                             | Bunzac                           | 30 juillet 1934  | TC      | Forêt de la Braconne, parcelle 2, section A. | 45° 42′ 36″ nord, 0° 20′ 20″ est   |       |
| Font qui pisse                                                                                 | Châteauneuf-sur-Charente         | 11 août 1941     | TC      | Rochers avec abris ; parcelle 257, section F, en bordure du chemin vicinal 4.                                                                                                | 45° 35′ 42″ nord, 0° 04′ 34″ ouest |       |
| Éperon rocheux sur lequel se trouve l'ancien cimetière de Richemont et l'église                | Cherves-Richemont                | 18 février 1937  |         | L'église est classée au titre des monuments historiques depuis 1907. | 45° 43′ 08″ nord, 0° 21′ 36″ ouest |       |
| Jardin de l'hôtel de ville                                                                     | Cognac                           | 14 mai 1943      | TC      | Le jardin public est délimité par la rue de Metz, la place de Metz, les rues de Cagouillet, Dupuy et Neuve-du-Boulevard, et le boulevard Denfert-Rocherreau.                 | 45° 41′ 53″ nord, 0° 19′ 34″ ouest |       |
| Parc François-Ier et esplanade                                                                 | Cognac                           | 14 mai 1943      | TC      | | 45° 42′ 18″ nord, 0° 19′ 19″ ouest |       |
| Domaine de la Faye                                                                             | Deviat                           | 23 novembre 1942 | TC      | La protection concerne le sol, les plantations, les immeubles, l'étang et les douves ; parcelles 1, 4, 5 et 6, section B.                                                    | 45° 24′ 29″ nord, 0° 01′ 16″ est   |       |
| Vieux moulin de Puychaud                                                                       | Les Essards                      | 23 mai 1943      | TC      | Parcelles 714p, 715 et 725, section C. | 45° 13′ 41″ nord, 0° 05′ 56″ est   |       |
| Tilleul de Sully                                                                               | Esse                             | 23 octobre 1934  | TC      | Sur la place de l'église, parcelle 28, section C. Le tilleul abrite le monument aux morts.                                                                                   | 46° 01′ 55″ nord, 0° 43′ 16″ est   |       |
| Champignon de Gardes                                                                           | Gardes-le-Pontaroux              | 3 novembre 1934  | TC      | Rocher dans la vallée du Voultron ; parcelle 506. | 45° 30′ 11″ nord, 0° 17′ 31″ est   |       |
| Source de Gensac                                                                               | Gensac-la-Pallue                 | 2 juillet 1934   | TC      | Résurgence, appelée le Gouffre, donnant naissance au ri de Gensac ; Parcelles 755, 756 et 762.                                                                               | 45° 39′ 07″ nord, 0° 14′ 56″ ouest |       |
| Îles de Mansle                                                                                 | Mansle                           | 28 janvier 1944  | TC      | Petit archipel au milieu de la Charente ; parcelles 1140 à 1147, section A. Le classement concerne les deux-tiers occidentaux de l'archipel ; le tiers oriental est inscrit. | 45° 52′ 37″ nord, 0° 10′ 59″ est   |       |
| Grotte de Montgaudier                                                                          | Montbron                         | 4 août 1942      | TC      | Parcelle 325, section N. | 45° 40′ 01″ nord, 0° 28′ 12″ est   |       |
| Allée de charmes du château d'Aignes                                                           | Montmoreau                       | 29 mars 1943     | TC      | Ancienne commune d'Aignes-et-Puypéroux, au droit des parcelles 55 et 61, section A.                                                                                          | 45° 27′ 07″ nord, 0° 08′ 35″ est   |       |
| Église de Saint-Amant-de-Montmoreau et son mail                                                | Montmoreau                       | 28 janvier 1944  | TC      | Ancienne commune de Saint-Amant-de-Montmoreau, parcelles 926 à 928, section B.                                                                                               | 45° 23′ 42″ nord, 0° 09′ 22″ est   |       |
| Grotte de Rancogne                                                                             | Moulins-sur-Tardoire             | 1934             | TC      | Grotte située sur la rive gauche de la Tardoire, parcelle 3, section C. | 45° 41′ 56″ nord, 0° 24′ 18″ est   |       |
| Château de Forge, étang et rives de la Boëme                                                   | Mouthiers-sur-Boëme              | 3 novembre 1943  | TC      | Comprend les allées et chemins, le plan d'eau de la rivière et de ses bras. Le château est inscrit au titre des monuments historiques depuis 2005.                           | 45° 33′ 11″ nord, 0° 07′ 41″ est   |       |
| Platanes et terrasse de la Rochandry, rivière de la Boëme                                      | Mouthiers-sur-Boëme              | 18 juin 1942     | TC      | Les bâtiments sont exclus de ce classement. | 45° 33′ 32″ nord, 0° 07′ 01″ est   |       |
| Place de l'Église, arbres et vieux puits                                                       | Nonac                            | 17 mars 1943     | TC      | Parcelle 482. L'église est classée au titre des monuments historiques depuis 1913.                                                                                           | 45° 25′ 12″ nord, 0° 03′ 25″ est   |       |
| Rochers qui dominent la vallée des Eaux Claires entre Chamoulard et Rochefort                  | Puymoyen                         | 19 novembre 1941 |         | Protection rectifiée par arrêté le 30 décembre 1975. | 45° 36′ 32″ nord, 0° 10′ 26″ est   |       |
| Butte de la Vache                                                                              | Saint-Brice                      | 23 octobre 1934  | TC      | Parcelle 1040. | 45° 41′ 20″ nord, 0° 15′ 00″ ouest |       |
| Rochers et domaine de Rochecorail                                                              | Trois-Palis                      | 27 octobre 1943  | TC      | Parcelles 456 à 466, section B 3. | 45° 37′ 52″ nord, 0° 02′ 28″ est   |       |
| Place de l'ancien champ de foire, terrasse de verdure entourant l'église                       | Verteuil-sur-Charente            | 11 décembre 1942 | TC      | | 45° 58′ 44″ nord, 0° 13′ 55″ est   |       |

### Sites inscrits
Le tableau suivant recense les sites inscrits en Charente.
| Site                                                                                             | Commune(s)                          | Date              | Notes | Coordonnées                        | Photo |
| ------------------------------------------------------------------------------------------------ | ----------------------------------- | ----------------- | --- | ---------------------------------- | ----- |
| Moulin de Bissac et ses abords                                                                   | Ambérac, La Chapelle                | 1er décembre 1942 | | 45° 50′ 24″ nord, 0° 03′ 47″ est   |       |
| Ponts et bras de la Charente                                                                     | Angeac-Charente, Vibrac             | 26 février 1982   | | 45° 38′ 13″ nord, 0° 04′ 05″ ouest |       |
| Colline Saint-Martin                                                                             | Angoulême                           | 24 mars 1972      | | 45° 38′ 20″ nord, 0° 08′ 42″ est   |       |
| Quartiers anciens                                                                                | Angoulême                           | 30 décembre 1976  | | 45° 38′ 53″ nord, 0° 09′ 14″ est   |       |
| Vallée des Eaux Claires                                                                          | Angoulême, Puymoyen, Vœuil-et-Giget | 8 janvier 1976    | | 45° 36′ 40″ nord, 0° 09′ 43″ est   |       |
| Écluses de la Dronne, plan d'eau, îles et moulin                                                 | Aubeterre-sur-Dronne                | 3 mars 1943       | | 45° 16′ 05″ nord, 0° 10′ 26″ est   |       |
| Bourg                                                                                            | Aubeterre-sur-Dronne, Laprade       | 23 septembre 1983 | | 45° 16′ 12″ nord, 0° 10′ 26″ est   |       |
| Bellevue                                                                                         | Aunac-sur-Charente                  | 23 novembre 1953  | Lieu-dit à Chenommet ; la protection concerne la Charente et sa rive orientale.                                                                                             | 45° 56′ 46″ nord, 0° 14′ 56″ est   |       |
| Moulin de Bonnes et ses abords                                                                   | Bonnes                              | 4 mai 1943        | | 45° 14′ 06″ nord, 0° 09′ 11″ est   |       |
| Château de Bouteville et ses abords                                                              | Bouteville                          | 9 octobre 1969    | L'édifice est classé au titre des monuments historiques depuis 1984. | 45° 36′ 00″ nord, 0° 08′ 17″ ouest |       |
| Cratère météorique de Rochechouart                                                               | Chassenon, Pressignac               | 18 août 2005      | Le site inscrit s'étend également sur quatre communes de la Haute-Vienne. Il englobe les sites de la réserve naturelle nationale de l'astroblème de Rochechouart-Chassenon. | 45° 48′ 43″ nord, 0° 46′ 41″ est   |       |
| Grande Rue et rue du Château                                                                     | Cognac                              | 11 avril 1945     | | 45° 41′ 49″ nord, 0° 19′ 48″ ouest |       |
| Plan d'eau de la Vienne entre l'écluse de la Roche et celle de l'usine des papeteries limousines | Confolens                           | 5 mai 1942        | | 46° 00′ 50″ nord, 0° 40′ 12″ est   |       |
| Village de Puychaud, cours d'eau de la Dronne                                                    | Les Essards                         | 23 mai 1943       | | 45° 13′ 37″ nord, 0° 05′ 56″ est   |       |
| Château, parc et allée de Maumont                                                                | Juignac                             | 21 février 1934   | | 45° 23′ 06″ nord, 0° 10′ 12″ est   |       |
| Îles de Mansle                                                                                   | Mansle                              |                   | Petit archipel au milieu de la Charente. L'inscription concerne le tiers occidental de l'archipel ; le reste est classé.                                                    | 45° 52′ 37″ nord, 0° 10′ 59″ est   |       |
| Allée des Platanes                                                                               | Montignac-Charente                  | 26 décembre 1968  | La protection concerne spécifiquement une rangée de 62 platanes bordant l'allée de part et d'autre.                                                                         | 45° 46′ 55″ nord, 0° 07′ 08″ est   |       |
| Terrasse de Puyperoux, monastère et leurs abords                                                 | Montmoreau                          | 3 novembre 1942   | Sur l'ancienne commune d'Aignes-et-Puypéroux. | 45° 27′ 43″ nord, 0° 07′ 16″ est   |       |
| Abords de l'église de Saint-Amant-de-Montmoreau                                                  | Montmoreau                          | 28 janvier 1944   | Sur l'ancienne commune de Saint-Amant-de-Montmoreau. | 45° 23′ 38″ nord, 0° 09′ 18″ est   |       |
| Abbaye de Nanteuil                                                                               | Nanteuil-en-Vallée                  |                   | L'édifice est classé au titre des monuments historiques depuis 1962. | 46° 00′ 11″ nord, 0° 19′ 23″ est   |       |
| Place de Nanteuil-en-Vallée                                                                      | Nanteuil-en-Vallée                  |                   | Centre du village, autour de l'église. | 46° 00′ 04″ nord, 0° 19′ 23″ est   |       |
| Domaine de Lerse                                                                                 | Pérignac                            | 28 mars 1977      | | 45° 26′ 38″ nord, 0° 04′ 55″ est   |       |
| Hameau des Chaussades                                                                            | Reignac, Le Tâtre                   | 24 octobre 1982   | | 45° 24′ 07″ nord, 0° 11′ 28″ ouest |       |
| Branderaie de Garde-Épée                                                                         | Saint-Brice                         | 31 janvier 1945   | Le château de Garde-Épée, compris dans le site inscrit, est inscrit au titre des monuments historiques depuis 1973.                                                         | 45° 41′ 28″ nord, 0° 15′ 29″ ouest |       |
| Labyrinthe du château de Saint-Brice                                                             | Saint-Brice                         | 15 novembre 1934  | Labyrinthe constitué par de grands buis taillés. Le château et son parc sont inscrits au titre des monuments historiques depuis 1971.                                       | 45° 41′ 13″ nord, 0° 16′ 37″ ouest |       |
| Moulin des Justices et ses abords                                                                | Saint-Palais-du-Né                  | 26 janvier 1945   | | 45° 31′ 59″ nord, 0° 18′ 25″ ouest |       |
| Moulins de Saint-Simeux et leurs abords                                                          | Saint-Simeux                        | 26 janvier 1945   | | 45° 37′ 34″ nord, 0° 01′ 30″ ouest |       |
| Gouffres et sources de la Touvre et leurs abords                                                 | Touvre                              | 15 juin 1936      | | 45° 39′ 47″ nord, 0° 15′ 14″ est   |       |
| Ensemble de Rochecorail, plan d'eau de la Charente et chemin de halage, arbres sur les rives     | Trois-Palis                         | 16 mars 1943      | | 45° 37′ 48″ nord, 0° 02′ 35″ est   |       |
| Village                                                                                          | Tusson                              | 30 janvier 1979   | | 45° 56′ 02″ nord, 0° 04′ 05″ est   |       |
| Abords du château de Villebois-Lavalette                                                         | Villebois-Lavalette                 | 17 mars 1938      | Le château est classé au titre des monuments historiques depuis 2005. | 45° 29′ 02″ nord, 0° 16′ 55″ est   |       |